# Bemposta (Mogadouro)
Bemposta is een plaats (freguesia) in de Portugese gemeente Mogadouro en telt 712 inwoners (2001).